# Communauté de communes Pyrénées Cerdagne
La communauté de communes Pyrénées Cerdagne, est une communauté de communes française, située dans le département des Pyrénées-Orientales et la région Occitanie.

## Historique
Elle est créée le 23 décembre 1996, avec effet au 31 décembre 1996.
Le 1er janvier 2014, les communes  de Dorres, Llo et Porta intègrent la communauté de communes.

## Territoire communautaire

### Composition
Elle est composée des 19 communes suivantes :

| Nom                                 | Code Insee | Gentilé          | Superficie (km2) | Population (dernière pop. légale) | Densité (hab./km2) |
| ----------------------------------- | ---------- | ---------------- | ---------------- | --------------------------------- | ------------------ |
| Saillagouse (siège)                 | 66167      | Saillagousains   | 11,35            | 1 161 (2022)                      | 102                |
| Angoustrine-Villeneuve-des-Escaldes | 66005      | Angoustrinois    | 87,87            | 548 (2022)                        | 6,2                |
| Bourg-Madame                        | 66025      | Guinguettois     | 7,85             | 1 194 (2022)                      | 152                |
| Dorres                              | 66062      | Dorrois          | 24,77            | 178 (2022)                        | 7,2                |
| Égat                                | 66064      | Égatois          | 4,47             | 418 (2022)                        | 94                 |
| Enveitg                             | 66066      | Enveitgeois      | 30,52            | 614 (2022)                        | 20                 |
| Err                                 | 66067      | Errois           | 25,92            | 714 (2022)                        | 28                 |
| Estavar                             | 66072      | Estavarois       | 9,24             | 455 (2022)                        | 49                 |
| Latour-de-Carol                     | 66095      | Carolans         | 12,63            | 472 (2022)                        | 37                 |
| Llo                                 | 66100      | Llotois          | 28,44            | 156 (2022)                        | 5,5                |
| Nahuja                              | 66120      | Nahujans         | 5,6              | 75 (2022)                         | 13                 |
| Osséja                              | 66130      | Osséjans         | 17,13            | 1 376 (2022)                      | 80                 |
| Palau-de-Cerdagne                   | 66132      | Palausans        | 11,5             | 408 (2022)                        | 35                 |
| Porta                               | 66146      | Portais          | 65,19            | 103 (2022)                        | 1,6                |
| Porté-Puymorens                     | 66147      | Portéens         | 49,42            | 102 (2022)                        | 2,1                |
| Sainte-Léocadie                     | 66181      | Léocadiens       | 8,88             | 140 (2022)                        | 16                 |
| Targasonne                          | 66202      | Targasonnais     | 7,8              | 194 (2022)                        | 25                 |
| Ur                                  | 66218      | Urois            | 6,79             | 366 (2022)                        | 54                 |
| Valcebollère                        | 66220      | Valcebollerenchs | 26,03            | 35 (2022)                         | 1,3                |

### Démographie
| 1968  | 1975  | 1982  | 1990  | 1999  | 2008  | 2013  | 2018  |
| ----- | ----- | ----- | ----- | ----- | ----- | ----- | ----- |
| 5 780 | 6 433 | 7 068 | 7 409 | 8 043 | 8 880 | 8 727 | 8 635 |

## Administration

### Siège
Le siège de la communauté de communes est situé à Saillagouse.

### Les élus
Le conseil communautaire de la communauté de communes se compose de 35 conseillers, représentant chacune des communes membres et élus pour une durée de six ans.
Ils sont répartis comme suit :
| Nombre de conseillers | Communes                                                                                                 |
| --------------------- | --- |
| 4                     | Bourg-Madame, Osséja                                                                                     |
| 3                     | Saillagouse                                                                                              |
| 2                     | Angoustrine-Villeneuve-des-Escaldes, Égat, Enveitg, Err, Estavar, Latour-de-Carol, Palau-de-Cerdagne, Ur |
| 1 (+1 suppléant)      | les 8 autres communes                                                                                    |

### Présidence
| Période                                  | Période  | Identité         | Étiquette | Qualité                        |
| ---------------------------------------- | -------- | ---------------- | --------- | ------------------------------ |
| Les données manquantes sont à compléter. |          |                  |           |                                |
|                                          |          |                  |           |                                |
| ?                                        | En cours | Georges Armengol | SE        | Maire de Saillagouse (1995 → ) |

### Régime fiscal et budget
Le régime fiscal de la communauté d'agglomération est la fiscalité professionnelle unique (FPU).